# Afrikaner Weerstandsbeweging
L'Afrikaner Weerstandsbeweging (afrikaans: Movimento di Resistenza Afrikaner; AWB) è un partito politico sudafricano di estrema destra, nazionalista bianco ed extraparlamentare, fondato da Eugène Terre'Blanche, come gruppo inizialmente sostenitore dell'apartheid (segregazione razziale) in forma più severa, e in seguito dell'indipendentismo dei boeri afrikaner dai neri africani e dei bianchi anglofoni, tramite la costruzione del Volkstaat, un etnostato bianco boero. Il gruppo è considerato vicino al neonazismo e neofascismo (etichette respinte dall'AWB), al suprematismo bianco e in parte al nazionalismo religioso di stampo calvinista e all'identitarismo. Fino agli anni '90 ha portato avanti un forte anticomunismo.
L'AWB fu fondato principalmente da dissidenti del Partito Nazionale Rifondato del Sudafrica, a sua volta scissione della destra del partito dei bianchi di maggioranza, il Partito Nazionale, ritenuto troppo morbido con l'African National Congress dei neri e nell'applicazione del separatismo razziale, rappresentando la destra radicale oltre il Partito Conservatore.
Sostiene la teoria del complotto sul genocidio bianco e boero e possiede un'organizzazione paramilitare, il Brandwag, diviso in Kommandocorps, ufficialmente per autodifesa.
Dopo l'omicidio di Terre'Blanche da parte di due contadini neri xhosa suoi dipendenti (2010), il partito è guidato da Steyn von Rönge quale presidente.

## Storia e attività
Il movimento, seguendo l'ideologia del segregazionismo e l'apartheid, rivendica l'autodeterminazione e l'autogoverno di una nazione dei boeri indipendente, il Boerestaat, sul modello delle repubbliche boere fondate dai coloni olandesi dell'inizio del XX secolo.

La Vierkleur, la bandiera "Quattro Colori", fu la bandiera della Repubblica boera nel Transvaal, la Zuid Afrikaanse Republiek (ZAR). Oggi è il simbolo principale dei nazionalisti boeri sostenitori del Volkstaat, ed è usata dall'AWB accanto alla propria bandiera di partito.

La bandiera è composta da tre sette neri che formano un triscele in un circolo bianco con lo sfondo rosso. 
Questo simbolo da una parte ha un significato in relazione alla tradizione biblica (il triplo 7 si oppone al triplo 6 dell'anticristo nell'Apocalisse di Giovanni, e nella traduzione mistica ed esoterica rappresenta il numero della perfezione), dall'altra rimanda alla data di fondazione del partito (7 luglio 1973); infine, richiama graficamente la svastica nazista e altri simboli Indoeuropei come lo stesso triscele. L'AWB afferma che i suoi simboli e colori, compresa l'aquila che tiene il triscele fra gli artigli, assai simile allo stemma che fu prima dello NSDAP e poi emblema ufficiale del Terzo Reich, non siano comunque di diretta derivazione nazista ma biblica.
Nelle manifestazioni dell'AWB, oltre alla propria bandiera, viene utilizzata anche quella del Transvaal. Il suo slogan è "Dio, Popolo, Patria" (God, Volk, Vaderland) e la maggioranza degli aderenti sono protestanti di origine ugonotta, quindi calvinisti, e a volte vengono realizzate riunioni religiose e di preghiera per i membri. Spinto dal carisma del leader, arrivò ad avere fino a 70.000 membri, su 3,5 milioni di bianchi. In alcuni però la figura di Terre'Blanche cominciò a provocare una certa frustrazione, sia al suo movimento, sia agli altri gruppi conservatori, sia anche ai movimenti più liberali. Infatti il 28 gennaio 1989 l'AWB si spaccò e, a Pretoria, nacque il Boere Vryheid Beweging (BVB). Alla fondazione presero parte 120 delegati, tutti ex membri dell'AWB. Precedente alcuni membri avevano lasciato l'AWB per fondare il gruppo terroristico Order of the Dead.

Il 7 giugno 2000 Terre'Blanche fu condannato a 6 anni di prigione per aver aggredito un lavoratore nero presso una stazione di servizio e in seguito per il tentativo di omicidio di un bracciante agricolo. Durante la prigionia egli divenne un cristiano rinato, corrente presente fra alcuni gruppi protestanti, e anzi sostenne di aver mitigato molte delle sue convinzioni ultra-razziste, avvicinandosi a convinzioni affini anche al sionismo cristiano, ripudiando aspetti antisemiti e accentuando altri aspetti, religiosi e biblici, come ispirazione della sua azione politica: 
(Eugene Terre'Blanche nel 2005)
Il movimento ha sempre sostenuto che questi scandali e casi giudiziari che lo hanno coinvolto sono stati fabbricati ad arte dal governo nero e dai suoi agenti, con il supporto dei mezzi di informazione, controllati dalla sinistra. Fu amnistiato per gli scontri degli anni '90.
Il 9 agosto 1991 Terre'Blanche guidò una manifestazione di protesta violenta contro il presidente Frederik de Klerk a Ventersdorp, che divenne nota come "battaglia di Ventersdorp". Ci furono scontri sanguinosi fra la polizia e l'AWB che portarono a morti e feriti soprattutto tra i manifestanti. Sei militanti dell'AWB furono condannati a morte per 4 omicidi, anche se le condanne saranno commutate.
Nel 1992 all'epoca del referendum sui negoziati costituzionali, de Klerk si prese gioco abilmente dell'immagine di Terre'Blanche e dell'AWB, facendo percepire al paese l'assimilazione dell'AWB, forza indipendentista, al Conservative Party e agli altri oppositori dello smantellamento dell'apartheid come l'HNP e gli elementi conservatori del governo.
Sempre nello stesso periodo, Terre'Blanche e il Brandwag furono protagonisti di un assalto armato verso il World Trade Center a Kempton Park, nei pressi di Johannesburg, mentre erano in corso i negoziati fra governo e rappresentanti della maggioranza nera.
L'AWB fallì nel suo tentativo, sempre nel 1994, di appoggiare l'autoritario leader del bantustan di Bophuthatswana, Lucas Mangope, un nero tswana favorevole al mantenimento della separazione razziale e che rifiutava di cedere il potere sul bantustan, quando, in presenza di giornalisti e di una troupe televisiva, alcuni membri in uniforme dell'AWB spararono sulla folla; i membri del Bophuthatswana Defence Force risposero al fuoco, e un ufficiale uccise, sparando a bruciapelo, tre paramilitari feriti dell'AWB che erano a terra. 
Terre'Blanche decise anche di aiutare anche altri separatisti neri nella lotta contro lo stato unico voluto dall'ANC, addestrando le milizie del movimento indipendentista zulu Partito della Libertà Inkata, ma dopo i fatti di Bophuthatswana non fece più seguito agli iniziali propositi di guerra.
Dal 1994 al 2005, il movimento decrebbe, anche per le vicende giudiziarie citate, fino a cessare molte delle sue azioni, fino a quando venne rivitalizzato da nuove iniziative. 
Nel 2008 Terre'Blanche annunciò di voler denunciare il governo alla Corte penale internazionale a L'Aia per il rifiuto di concedere uno Stato ai boeri.
Dopo la morte di Terre'Blanche, assassinato nel 2010 nella sua abitazione di campagna da contadini neri suoi dipendenti per questioni legate al mancato pagamento degli stipendi, le redini del partito sono state impugnate da uno tra i più influenti e attivi sostenitori della causa nazionalista Boera-Afrikaner, Steyn von Rönge, mentre Andre Visagie, allora segretario generale, ha in seguito lasciato il partito.
L'omicidio di Terre'Blanche ha indotto sostenitori e membri dell'AWB a propugnare con rinnovato vigore i principi del nazionalismo boero-sudafricano e ha esasperato gli animi della popolazione bianca, specie i boeri delle campagne.

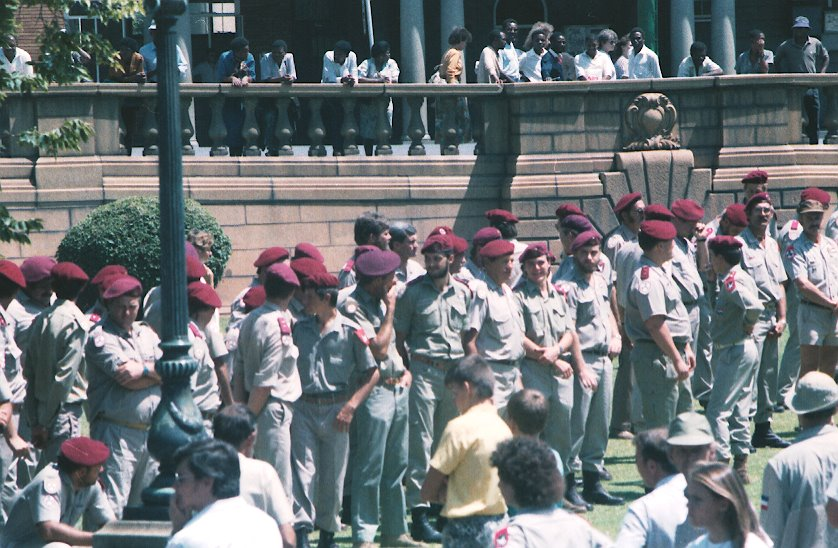
Militanti dell'Afrikaner Weerstandsbeweging durante una manifestazione a Pretoria, Sudafrica

Per volere di Terre'Blanche, l'AWB possiede, sin dalla propria costituzione, un vero e proprio braccio armato, un'organizzazione paramilitare chiamata Brandwag, per lo più costituita da giovani membri del partito, suddivisa in diversi Kommandocorps, con gradi e uniformi. Esso inizialmente nacque per opporsi allo Umkhonto we Sizwe, l'ala militare dell'ANC e supportare il governo segregazionista, mentre dopo la fine del regime dell'apatheid divenne una forza di "autodifesa bianca".
Ai Kommandocorps vengono insegnate numerose tecniche di guerriglia urbana, metodi per l'utilizzo di diversi tipi di armi da fuoco, tecniche di combattimento "corpo a corpo", ecc. Sotto la pressione del nuovo leader Steyn von Ronge, i Kommandocorps sono lo strumento principale del piano di vendetta dei membri del partito contro i neri, colpevoli dell'omicidio di Terre'Blanche e di migliaia di cittadini bianchi sudafricani, e, più in generale, l'élite paramilitare dedita alla difesa degli Afrikaner.
In seguito a presunti episodi di intolleranza dei neri nei confronti dei bianchi (ad esempio diversi assalti a fattorie, che però gli studi hanno dimostrato essere solo raramente collegabili a movente razzista) il partito è cresciuto ed ha attirato a sé numerosi nuovi militanti da altri gruppi di estrema destra, per lo più nazionalisti ed indipendentisti bianchi, e continua tutt'oggi ad essere attivo - oltre a sostenere talvolta candidati di estrema destra, saltuariamente, in competizioni elettorali (pur restando sempre extraparlamentare; dal 1989 al 1991 l'AWB e il Boerestaat Party supportarono il leader del Partito Nazionale Rifondato del Sudafrica, Jaap Marais) - principalmente grazie a continue azioni di propaganda, quali manifestazioni di piazza, volantinaggi, insegnamento di tecniche di difesa personale con corsi di tiro a segno con armi, aperti al pubblico, e raduni, dai piccoli villaggi rurali dei boeri sino alle grandi città del Sudafrica.
L'AWB supporta la Volksraad Verkiesing Kommissie (VVK, "Commissione Elettorale per l'Elezione di un'Assemblea Popolare afrikaner-boera") e ha oggi circa 5000 iscritti.

## Leader dell'AWB
I leader (leier in afrikaans) sono anche comandanti in capo e generali del Brandwag, l'esercito paramilitare.
| No. | Nome                 | Ritratto | Periodo       | Periodo       |
| No. | Nome                 | Ritratto | Inizio        | Fine          |
| --- | -------------------- | -------- | ------------- | ------------- |
| 1   | Eugène Terre'Blanche |          | 7 luglio 1973 | 3 aprile 2010 |
| 2   | Steyn von Rönge      |          | 8 aprile 2010 | In carica     |